# Гофкрігсрат
Гофкрігсрат або Придворна військова рада (нім. Hofkriegsrat) — орган державної влади в Священній Римській імперії, пізніше в Австрійській імперії, засідав у Відні з 1556 по 1848 роки.

## Історія
До 1556 року військовими і політичними справами керували органи, що мала різні назви. За імператора Максиміліана I орган влади, який був заснований між 1500 і 1512 роками, називався полком, пізніше також таємною канцелярією, державним урядом, судовим радником або державною радою. Ще в 1529 р. було визнано за необхідне створити незалежну військову раду. Однак переговори тривалий час залишалися безрезультатними. 25 лютого 1531 року Фердинанд I видав інструкцію в Лінці, яка наказувала сформувати незалежну військову раду з чотирьох військових рад.
17 листопада 1556 року була створена постійна військова рада. Король Фердинанд I призначив п'ятьох військових радників і призначив президентство одному з п'яти, військовому раднику Еренрайху фон Хунгспергу. Військові радники були переважно діючими або колишніми військовими старшинами. Колегія контролювала всю військову систему Габсбургів під час війни та миру. На ньому вирішувалися питання будівництва фортець, спорядження армії, питання платні та закупівлі припасів, а також планування та проведення воєн.
31 грудня 1556 року всім військовим властям було наказано підкоритися Військовій раді. Назва Гофкрігсрат (нім. Hofkriegsrat) використовувався лише в наказі канцелярії від 1564 року. Навіть під час війни всі генерали повинні були заздалегідь затверджувати свої рішення Придворною військовою радою у Відні, за винятком генералісимуса, який мав право діяти автономно. Це правило мало на меті забезпечити скоординовані військові дії на всіх театрах війни, але могло означати недолік у кампаніях проти командувачів, які самостійно приймали рішення (наприклад, у війнах Австрії проти агресії Фрідріха ІІ). Придворна військова рада підтримувала безпосередній зв'язок із Придворною палатою як фінансовим органом і Придворною канцелярією як пунктом політичної координації. Придворна військова рада, яка не мала власного бюджету, залежала від Придворної палати. Після другого поділу Австрії в 1565 році в Граці створили другу Внутрішньоавстрійську придворну військову раду, незалежну від Відня, яка була розпущена лише за імператриці Марії Терезії і до того часу відповідала за військові справи Внутрішньої Австрії.
У 1615 році імператор Матвій змінив сферу діяльності Придворної військової ради так званою Новою інструкцією. За Фердинанда III створили посаду віцепрезидента Придворної військової ради. Організація Придворної військової ради не обійшлася без суперечок. Принц Євген так оцінив Придворну військову раду, яку він сам мав очолювати протягом 33 років: «Головною перешкодою для австрійської військової системи досі була зла організація Придворної військової ради». Граф Гаррах, президент Придворної військової ради з кінця 1738 року, також скаржився, що «люди, абсолютно недосвідчені у справах війни і миру, намагалися вплинути на імператора у військовій сфері».
Леопольд I, Карл VI і Марія Терезія змінили організацію Придворної військової ради. Імператор Йосиф II запровадив централізацію всіх гілок військового управління під керівництвом Придворної військової ради.
Коли 1801 року імператор Франц II доручив ерцгерцогу Карлу порядок денний Придворної військової ради, він вперше запровадив титул військового міністра та розділив Придворну військову раду на три департаменти (військовий, судовий та адміністративний). Адміністративний орган очолював Голова Придворної військової ради.
У 1848 р. Придворна військова рада була включена до складу Військового міністерства Австрійської імперії. З 1853 по 1860 рік Військове міністерство знову отримало повноваження від імператора Франца Йосифа I, і цей орган називався Верховним командуванням армії, але в 1860 році його знову перейменували на Військове міністерство.
З 1867 року почало діяти Військове міністерство Австро–Угорщини.

### Внутрішньоавстрійська Придворна військова рада
Після поділу країни в 1564 році нагляд за окремими ділянками військового кордону Габсбургів з Османською імперією, який раніше здійснювала лише Віденська придворна військова рада, став децентралізований. Поділ регіонів виявив труднощі між віддаленою імперською адміністрацією через Придворну військову раду у Відні та безпосередньо постраждалими регіонами, які розташовувалися поряд з кордоном.
Ерцгерцог Карл кілька разів звертався до імператора, коли отримував скарги від внутрішньоавстрійської знаті про безлюдний стан кордонів. Судовий процес, який необхідно було пройти у Віденській придворній військовій раді під час складання бюджету та проведення військових операцій, таким чином подовжився, так що, перш за все, контроль фінансових витрат більше не був гарантований. Так виник план внутрішньоавстрійської придворної військової ради. Це мало взяти на себе організацію охорони кордону проти Османської імперії. Згідно з інструкціями від 2 січня 1578 р. та директивами від 11 березня 1578 р. Внутрішньоавстрійська Придворна військова рада взяла на себе опіку над знедоленими частинами Внутрішньої Австрії, зокрема нагляд за армією на кордоні та прикордонними фортецями. На відміну від Віденської Придворної військової ради, аналог у Внутрішній Австрії не був суто імператорською владою. Регіони Штирії, Каринтії та Крайни присилали своїх представників як радників до комітету (двох радників від Штирії, по одному придворному військовому раднику від Каринтії та Крайни). Влада призначала важливіші посади на кордоні, наприклад, головні команди, а нижчі заміщували самостійно прикордонні полковники. Судова палата Внутрішньої Австрії в Граці контролювала витрати.
5 червня 1705 року, після різкої критики з боку принца Євгена, Внутрішньоавстрійська придворна військова рада була звільнена від підпорядкування Австрійській придворній канцелярії та передана Віденській придворній військовій раді.

## Штаб–квартира

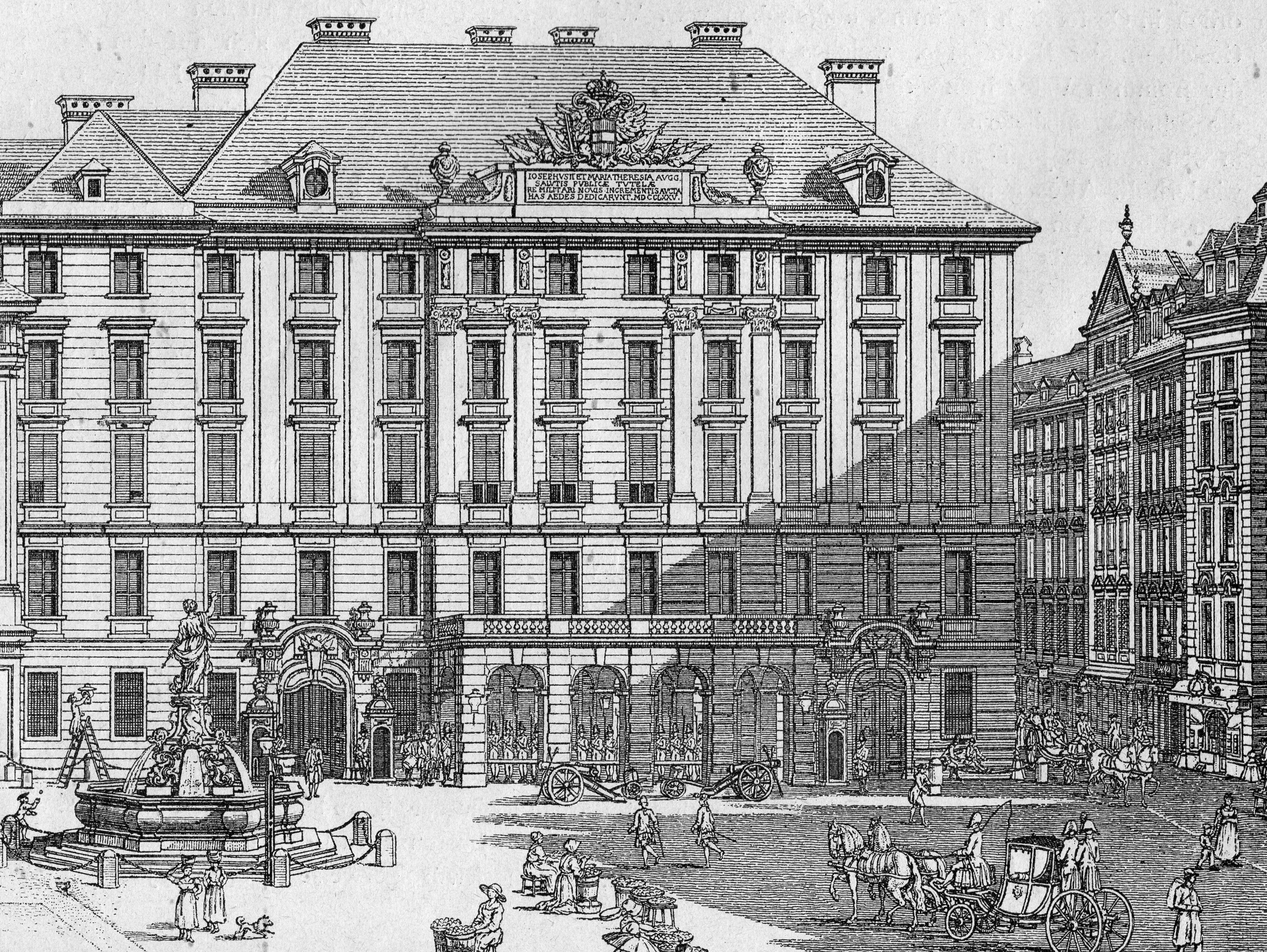
Будівля Гофкрігсрату в Відні, знищена в 1913 р.

Будівля Придворної військової ради була розташована у Відні за адресою пл. Ам-Гоф, буд. № 17 (тепер пл. Ам-Гоф, буд. № 2). За планами Франца Антона Хіллебранда будівлю було перебудовано та частково розширено у 1774 та 1775 роках. З 1776 по 1848 рік тут розташовувалася Придворна військова рада, з 1848 по 1853 роки — Військове міністерство Австрійської імперії, з 1853 по 1860 рік — Верховне командування армії, з 1860 по 1867 рік — знову ж Військове міністерство Австрійської імперії, з 1867 по 1912 рік — Військове міністерство Австро–Угорщини.
6 жовтня 1848 року військовий міністр граф Байє фон Латур був убитий революціонерами перед будинком.
У 1892 році перед будівлею встановлено пам'ятник Радецькому, за проєктом Каспара Цумбуша. У 1913 році Військове міністерство Австро–Угорщини переїхало в нову будівлю на Рінгштрассе. Пам'ятник Радецькому перемістився слідом за Військовим міністерством на нове місце на віденській Рінгштрассе, як і інтер'єр репрезентативних приміщень. Попередня будівля на площі Ам-Хоф була негайно знесена після переїзду міністерства, незважаючи на численні протести. Адольф Лоос, наприклад, описав загрозливе знесення у 1906 році як «злочин», Військове міністерство як «найкрасивішу вмираючу будівлю» у Відні.

## Президенти
1. Еренрайх фон Кенігсберг (1556—1560);
2. Гебхард фон Вельцер (1560—1566);
3. Георг Тойфель фон Гунтерсдорф (1566—1578);
4. Вільгельм фон Хофкірхен (1578—1584);
5. Давид Унгнад фон Вайссенвольф (1584—1599);
6. Мельхіор фон Редерн (1599—1600);
7. Карл Людвіг Зульц (1600—1610);
8. Ганс фон Молар (1610—1619);
9. Йоганн Каспар фон Штадіон (1619—1624);
10. Рамбольд Коллальто;
11. Ганс Крістоф фон Лебель (1630—1632);
12. Генріх фон Шлік (1649—1665);
13. Венцель фон Лобковіц, герцог Саганський (1649—1665);
14. Анібале Гонзага (1665—1668);
15. Раймунд Монтекукколі (1668—1681);
16. Герман Баден-Баденський (1681—1691);
17. Ернст Рюдігер фон Штаремберг (1692—1701);
18. Генріх Франц фон Мансфельд (1701—1703);
19. Євген Савойський (1703—1736);
20. Лотар Домінік фон Кенігсегг–Ротенфельс;
21. Йоганн Філіп фон Гаррах (1738—1761);
22. Леопольд Йосиф фон Даун (1762—1766);
23. Франц Моріц фон Лассі (1766—1774);
24. Андрей Гадік (1774—1790);
25. Міхаель Йоган Валліс (1791—1796);
26. Фрідріх Моріц фон Ностіц–Рінек (1796);
27. Фердинанд Тіге (1796—1801);
28. Ерцгерцог Карл Тешенський (1801—1809);
29. Максиміліан Байє фон Латур (1805—1806) (з титулом президента Придворної військової ради, голови економічної секції);
30. Венцель Йозеф фон Коллоредо (1806—1809; з титулом президента Придворної військової ради, голови економічної секції);
31. Генріх фон Беллегард (1809—1813);
32. Карл Шварценберг (1814—1820);
33. Генріх фон Беллегард (1820—1825);
34. Фрідріх Франц Ксаверій Гогенцоллерн–Гехінгенський (1825—1830);
35. Ігнац Гюлай (1830—1831);
36. Йоганн Марія Філіп Фрімонт фон Палота (1831);
37. Ігнац Хардегг (1831—1848).
38. Карл Людвіг фон Фікельмон (1848);[1]